# Warm Bodies (película)
Warm Bodies (Mi novio es un zombie, en Hispanoamérica) es una película estadounidense de romance zombi del año 2013, basada en la novela homónima de Isaac Marion. Dirigida por Jonathan Levine, la película está protagonizada por Nicholas Hoult y Teresa Palmer. 
El film se centra en el desarrollo de la relación entre la adolescente Julie y un zombi llamado R, en un romance que pone en marcha una secuencia de eventos que pueden transformar tanto el mundo de los vivos como el de los zombis. 
Fue estrenada el 1 de febrero de 2013.
Es considerada en la actualidad como una película de culto con una pareja protagonista cuya química traspasaba la pantalla, apoyados en un guion repleto de icónicos momentos, Nicholas Hoult y Teresa Palmer funcionaban en su condición de “Romeo y Julieta” en su versión más divertida y tierna. El hecho de que los personajes principales se llamen Julie y R no es el único indicador de que la historia es una versión no-muerta de la novela de William Shakespeare.

## Argumento
Aproximadamente ocho años después de un apocalipsis zombi, R, un zombie que no recuerda su nombre pero cree que comenzaba con una "R", pasa sus días deambulando por un aeropuerto que ahora está lleno de sus compañeros no-muertos, incluido M su mejor amigo. R y M logran una comunicación rudimentaria con gruñidos, gemidos y ocasionales palabras cercanas. Como zombi, R no tiene latidos del corazón y anhela constantemente la carne humana, especialmente el cerebro, porque es capaz de "sentirse vivo" al experimentar los recuerdos de las víctimas cuando las come.
Mientras R y un grupo de zombis buscan comida, se encuentran con Julie Grigio y un grupo de sus amigos, quienes fueron enviados por el padre de Julie desde un enclave humano amurallado para recuperar suministros médicos. R ve a Julie y se siente atraído por ella; su corazón late por primera vez. Después de recibir un disparo en el pecho del novio de Julie, Perry, R lo mata y se come su cerebro mientras Julie está distraída. Los recuerdos de Perry aumentan la atracción de R por Julie. Él la rescata del resto de la manada limpiándole un poco de sangre de zombie en la cara, enmascarando su olor, y la lleva a un avión en el que reside para mantenerla a salvo.
Julie está aterrorizada por R y sospecha de sus intenciones. Ella comienza a confiar en él después de que él la rescata durante un intento fallido de fuga y le encuentra comida. R insiste en que Julie se quede con él durante unos días, hasta que considere que es lo suficientemente seguro para que ella se vaya. Los dos se unen, escuchan discos LP y juegan para matar el tiempo, lo que hace que R comience a cobrar vida; su corazón comienza a latir y poco a poco puede comunicarse con más palabras.
Después de unos días, Julie se inquieta e intenta regresar a casa, pero atrae enjambres de zombis. Después de defenderse de un grupo que incluye a M, quien está confundido por las acciones de R, R decide devolverla al enclave humano.
En el camino, R le revela a Julie que él mató a Perry, lo que la llevó a abandonarlo y regresar sola a casa. R comienza a regresar al aeropuerto, con el corazón roto. Descubre que M y otros zombis también están mostrando signos de vida, lo que los convierte en objetivos de los huesudos, zombis esqueléticos que, habiendo perdido su humanidad, se han despojado de su carne y se aprovechan de cualquier cosa con un latido del corazón. R y M lideran un grupo hasta el enclave humano, donde R se cuela dentro de la pared.
R encuentra a Julie y conoce a su amiga Nora, quien se sorprende al ver a R en el territorio y nota la creciente humanidad de R. Cuando R revela que los otros cadáveres también están volviendo a la vida, los tres intentan decírselo al coronel Grigio, el padre de Julie y líder de los supervivientes. El coronel Grigio los despide y amenaza con matar a R, deteniéndose solo cuando Nora le apunta con un arma. Julie y R escapan a un estadio de béisbol donde el resto del grupo de R está esperando, pero se encuentran bajo el ataque de los huesudos.
Mientras M y su banda de zombis se enfrentan a los huesudos, Julie y R huyen pero se encuentran atrapados. Tomando la única ruta de escape, R salta con Julie a una piscina muy debajo, protegiéndola del impacto. Después de que Julie saca a R del fondo de la piscina, se besan. El coronel Grigio llega y dispara a R en el hombro sin previo aviso. Julie intenta persuadirlo de que R ha cambiado cuando nota que está sangrando por la herida, revelando que ha revivido por completo y es humano una vez más. Los humanos y los zombis combinan fuerzas y matan a la mayoría de los huesudos, mientras que el resto muere de hambre, mientras los zombis poco a poco vuelven a la vida y se asimilan a la sociedad humana. Más tarde, R y Julie, completamente humanos, observan cómo se derriba el muro que rodea la ciudad, lo que significa el fin del apocalipsis.

## Reparto
| Personaje      | Actor original  | Ref. |
| -------------- | --------------- | ---- |
| R              | Nicholas Hoult  | Ref. |
| Julie Grigio   | Teresa Palmer   | Ref. |
| Perry Kelvin   | Dave Franco     | Ref. |
| General Grigio | John Malkovich  | Ref. |
| Nora           | Analeigh Tipton | Ref. |
| M              | Rob Corddry     | Ref. |
| Kevin          | Cory Hardrict   | Ref. |

## Producción
El estudio responsable de la saga Crepúsculo, Summit Entertainment, está apoyando la película. Bruna Papanadrea, David Hoberman y Todd Lieberman están produciendo, con Laurie Webb y Cori Shepherd Stern, fungiendo como productores ejecutivos del proyecto.
El actor Nicholas Hoult fue elegido para interpretar a R, el zombi protagonista, en la adaptación al cine del libro, escrita y dirigida por Jonathan Levine. La película también es protagonizada por Teresa Palmer como Julie Grigio, Rob Corddry como M, y John Malkovich como el General Grigio. Dave Franco, Analeigh Tipton y Cory Hardrict también se unieron al elenco.
El director Levine buscó expandir la mitología zombi haciendo que los zombis tuvieran mejor aspecto que en otras películas, además, los zombis hablarán realmente en la película, utilizando el recurso de voz en off para expresar sus pensamientos y poco a poco irían pronunciando algunas palabras a medida que la trama avanza.
La película, comenzó grabaciones en Montreal en septiembre de 2011, y aunque tenía prevista como fecha de lanzamiento el 10 de agosto de 2012, su lanzamiento fue postergado para el 1 de febrero de 2013.

## Recepción de la crítica
La película ha recibido críticas positivas en Rotten Tomatoes, que le otorgó una puntuación del 80 % basado en 184 críticas con una calificación promedio de 6,8/10, diciendo: "Warm Bodies ofrece un giro dulce y bien actuado en un género en el que a menudo sus protagonistas tienen muerte cerebral". Metacritic le otorgó una calificación de 59/100, basado en 38 comentarios, indicando opiniones de "mixtas a promedio".
Richard Larson, de Slant Magazine, dijo: "La ubicuidad de la plantilla original de Shakespeare permite a Warm Bodies cierto margen de maniobra en términos de credibilidad, donde de lo contrario, a veces va en contra de su propia lógica. Pero el encanto persistente de la película nos anima a mirar más allá de unas pocas heridas superficiales supurantes y ver el interior del corazón humano latiendo, que es realmente lo que es el amor" y otorga a la película 3 de 4 estrellas. Richard Roeper del Chicago Sun-Times considera a la película como "una historia de amor post-apocalíptica con buen ritmo y bien dirigida, con gran sentido del humor y las agallas para ser descaradamente romántica y optimista sin pedir disculpas", también agregó que la película "no es perfecta. Es una lástima que los Huesudos sean creaciones mediocres de los efectos especiales que llevan un ritmo desigual... Pero esos son inconvenientes menores..."
Mary Pols de la revista Time lo llamó "una encantadora inventiva que visita todos los escenarios típicos de películas de amor joven en medio del caos y el desastre... Hay tantas líneas ingeniosas y pedacitos de comedia física que vale la pena revisar que me parece que la película podría convertirse en un clásico de culto".  Digital Spy le dio 3 de 5 estrellas y lo llamó "una verdadera e inexpresiva comedia romántica" y "una reinvención ingeniosa del género como antes lo fue Shaun of the Dead, trazando paralelos entre la apatía de la juventud y las masas de zombis", y agregó: "Hoult llega a ofrecer una voz en off perversamente seca".
Chris Packham de The Village Voice, dijo en una crítica negativa, que "las intenciones de la película son demasiado buenas para su propio bien, produciendo romance sin derramamiento de sangre y carnicería vergonzosamente sin sangre. Nadie besa a nadie más hasta que se aclare que ambas partes tienen pulsos, y todo el mundo se queda con todos sus miembros". Michael O'Sullivan dijo en su reseña de una estrella y media en The Washington Post que la película es "linda sin ser especialmente inteligente, es tan pálida y tan descerebrada como su antihéroe zombi... Es menos divertida y consciente de sí mismo que Shaun of the Dead, menos romántica que Crepúsculo y menos aterradora que casi cualquier otra cosa por ahí con zombis en ella".

## Galardones
| Premio                  | Categoría                         | Destinatario   | Resultado |
| ----------------------- | --------------------------------- | -------------- | --------- |
| Teen Choice Awards 2013 | Choice Movie: Comedia             | Warm Bodies    | Nominado  |
| Teen Choice Awards 2013 | Choice Movie: Romance             | Warm Bodies    | Nominado  |
| Teen Choice Awards 2013 | Choice Movie Actor: Comedy        | Nicholas Hoult | Nominado  |
| Teen Choice Awards 2013 | Choice Movie Actor: Romance       | Nicholas Hoult | Nominado  |
| Teen Choice Awards 2013 | Choice Movie Breakout             | Nicholas Hoult | Ganador   |
| 40th Saturn Awards      | Saturn Award for Best Horror Film | Warm Bodies    | Nominado  |